# VFTS 243
Désignations
VFTS 243 est un système binaire comprenant une supergéante bleue de type spectral O7V et un trou noir dormant qui orbite autour de sa compagne. La supergéante bleue a été découverte en 2011 par une équipe du Very Large Telescope Flames Tarentula Survey, et jusqu'en 2022, elle était prise pour une binaire spectroscopique contenant deux supergéantes bleues, une de type B et une de type O. Le 18 juillet 2022, l'ESO annonce la découverte du trou noir stellaire présent au sein du système, sa découverte permet la confirmation de l'existence d'un trou noir dit « dormant », d'au moins ~9 masses solaires, au sein de la nébuleuse de la Tarentule, dans la galaxie du Grand Nuage de Magellan. Si l'on prend en compte sa parallaxe de 0.0024 ± 0.0325 telle que mesurée par le satellite Gaïa, l'étoile et son trou noir se situent à 41 600 ± 0,01 pc (∼136 000 al) de la Terre, dans la direction de la constellation de la Dorade. Le système est aussi un probable membre de l'amas d'étoiles 30 doradus.

## Système

### Supergéante bleue
Le système est premièrement composé d'une supergéante bleue de type spectral O7V. Sa température effective est de ~25 000 K et son spectre est caractérisé par des raies d'absorptions d'azote, carbone, hélium et oxygène (corrélé avec son type spectral O). Sa masse est de ~25 masses solaires.

### Trou noir stellaire
Le trou noir du système a une masse de ~9 masses solaires et il orbite autour de la supergéante dans une période de révolution de ~10,4 jours. Sa découverte a été effectuée avec le VLT, en analysant le spectre de plus de ~1 000 étoiles. Les chercheurs du VLT observeront que le spectre de la supergéante varie d'une manière très régulière avec une période de ~10,4 jours (période de révolution du trou noir). Le spectre subit une oscillation à cause de l'effet Doppler, et il a finalement été détecté grâce à la méthode des vitesses radiales et est le fruit de six années d'observations et de recherches. Il a été classifié comme un trou noir dormant. Ce type de trou noir est dit dormant s'il n'émet pas de hauts niveaux de rayons X (les trous noirs sont généralement détectés grâce à ces émissions), ce qui les rend difficilement détectables, car ils n'interagissent que très peu avec leur environnement. Mais il y a une ambiguïté, les trous noirs comme ceux du système VFTS 243 se créent généralement lors de l'effondrement du cœur d'une étoile dans une supernova. Le problème de ce système est le fait qu'aucun rémanent de supernova n'a été détecté à l'heure actuelle (juillet 2022) malgré des recherches dans tout le spectre électromagnétique, si bien que les scientifiques ont dit dans un ton humoristique « on dirait que la supernova a été nettoyée » tant la preuve d'un rémanent est difficile à détecter. Si la cause de la formation de ce trou noir reste floue, l'équipe du VLT émet une hypothèse : l'étoile à son origine semble s'être effondrée entièrement sans signe d'explosion auparavant.
Ce cas de disparition d'étoile sert alors de modèle pour l'étude de ce type de mort d'étoile, alors dénommé « effondrement stellaire complet » et également « supernova ratée (en) » par le projet Vanishing & Appearing Sources during a Century of Observations (VASCO) qui se focalise sur l'apparition et la disparition d'étoiles en un siècle d'observations.